# Сільський округ імені Омара Шипіна
Сільський округ імені Ома́ра Ши́піна (каз. Омар Шипин атындағы ауылдық округі, рос. Сельский округ имени Омара Шипина) — адміністративна одиниця у складі Алтинсаринського району Костанайської області Казахстану. Адміністративний центр — село Первомайське.
Населення — 609 осіб (2021; 776 у 2009, 1174 у 1999, 1781 у 1989).
Станом на 1989 рік існувала Маяковська сільська рада (селища Кизилагаш, Первомайський, Темір-Казик). Село Кизилагаш було ліквідоване 2017 року. До 2 березня 2018 року сільський округ називався Маяковським.

## Склад
До складу округу входять такі населені пункти:
| Населений пункт    | Старі назви   | Населення, осіб (1989) | Населення, осіб (1999) | Населення, осіб (2009) | Населення, осіб (2021) |
| ------------------ | ------------- | ---------------------- | ---------------------- | ---------------------- | ---------------------- |
| Кизилагаш, село    | -             | 183                    | 83                     | 70                     | -                      |
| Первомайське, село | Первомайський | 1377                   | 904                    | 571                    | 495                    |
| Темір-Казик, село  | -             | 221                    | 187                    | 135                    | 114                    |